# Jürgen Neukirch
Jürgen Neukirch (Dortmund, 24 de julho de 1937 — Regensburg, 5 de fevereiro de 1997) foi um matemático alemão, conhecido por seu trabalho em teoria algébrica dos números.